# 黄三德
黄三德（1863年—1946年），广东台山人，旅美华侨，美国洪门领导人。1904年，任旧金山致公堂总堂盟长，期间结识中国革命家孙中山，支持孙中山革命，并积极捐款资助。后因“洪门立案”与孙中山决裂。1946年，病逝于美国洛杉矶。作品为1936年口述的《洪门革命史》一书。